# モリー・バーナード
モリー・バーナード（Molly Bernard, 1988年4月10日 - ）は、アメリカ合衆国の女優。コメディドラマのテレビシリーズ「サバヨミ大作戦!」でローレン・ヘラーを演じたことで知られている。

## 歴史
バーナードは2000年にケビン・スペイシーとハーレイ・ジョエル・オスメントと共演したドラマ「ペイ・フォワード 可能の王国」で仕事を始めた 。彼女の初期のクレジットには、アンジー・サリバンを演じたテレビシリーズ「アルファ・ハウス」での定期的な役割が含まれている。2015年、サットン・フォスター、ヒラリー・ダフと一緒にテレビシリーズ「ヤング」に出演し、ローレン・ヘラーを演じました。
同年、彼女はナンシー・マイヤーズのコメディ「マイ・インターン」で、ロバート・デ・ニーロとアン・ハサウェイと共演した。バーナードはヤングシェリー役にキャスティングされ、アマゾンプライムのトランスペアレントでジュディスライトと役割を共有した。。彼女は絶賛された番組の2シーズンに出演した。2019年、彼女はシンディ・チュパック監督の映画「Otherhood」に出演した。バーナードは2シーズンにわたって、NBCのドラマ「シカゴ・メッド」に医学生のエルサ・カリーとして出演しています。彼女はスキッドモア大学で学士号を取得し、イェール演劇学校で演技の修士号を取得している。

## 私生活
バーナードは俳優ジョセフ・バーナードの孫娘。
モリー・バーナードは、2020年1月14日にインスタグラムでガールフレンドのハンナ・リーバーマンとの婚約を発表した彼らは2021年9月23日にブルックリンのプロスペクトパークで結婚し、彼女の若い共演者であるニコ・トルトレラとヒラリー・ダフが出席した。バーナードは2022年11月にインスタグラムのページで妊娠したと発表した。

## フィルモグラフィー

### 映画
| 年   | 邦題 原題                                  | 役名       | 備考 | 吹替     |
| ---- | ------------------------------------------ | ---------- | ---- | -------- |
| 2000 | ペイ・フォワード 可能の王国 Pay It Forward | モリー     |      |          |
| 2006 | Wrestling with the Past                    | Girl Scout |      | N/A      |
| 2015 | マイ・インターン The Intern                | サマンサ   |      |          |
| 2016 | ハドソン川の奇跡 Sully                     | アリソン   |      | 篠田有香 |
| 2019 | アザーフッド 私の人生 Otherhood            | アリソン   |      | 柚木尚子 |
| 2020 | Milkwater                                  | Milo       |      | N/A      |
| 2023 | ヒットマン Hit Man                         | アリシア   |      | TBA      |

### テレビ
| 年        | 邦題 原題                      | 役名                                             | 備考                     | 吹替 |
| --------- | ------------------------------ | ------------------------------------------------ | ------------------------ | ---- |
| 2015–2021 | サバヨミ大作戦! Younger        | Lauren Heller                                    |                          | TBA  |
| 2016–2017 | トランスペアレント Transparent | Young Shelly Pfefferman                          |                          |      |
| 2018–2020 | シカゴ・メッド Chicago Med'    | Elsa Curry                                       | シーズン4–5 リカーリング |      |
| 2023      | ブラック・リスト The Blacklist | Alex Bostwick,Cordelia Bostwick,Kendall Bostwick |                          |      |